# 아담 요크
아담 요크(영어: Adam Yauch 애덤 요크[*], 1964년 8월 5일 ~ 2012년 5월 4일)는 MCA라고도 알려진, 미국의 래퍼, 베이시스트, 영화 제작자 그리고 힙합 그룹 비스티 보이즈의 창립 멤버이다.
요크는 뉴욕에 기반을 둔 독립 영화 제작 및 배급 회사인 오실로스코프 실험실을 설립했다. 불교 신자로서, 그는 티베트 독립운동에 참여했고 티베트 자유 콘서트를 조직했다. 그는 2012년에 침샘 종양으로 사망하였다.

## 어린 시절 및 경력
뉴욕 브루클린에서 태어난 요크는 외동아들이었다. 그의 아버지는 건축가였고, 어머니는 사회복지사였다. 요크의 어머니는 유대인이었고, 그의 아버지는 카톨릭 신자였지만, 그는 브루클린 하이츠에서 비종교적인 교육을 받았다.
요크는 브루클린의 미드우드 이웃에 있는 에드워드 R. 머로우 고등학교에 다녔다. 고등학교 때, 그는 베이스 기타를 독학했고 존 베리, 케이트 셸렌바흐, 마이크 D와 함께 비스티 보이즈를 결성했다. 그들은 레이건 유스 같은 하드코어 펑크 밴드를 그의 17번째 생일에 연주했다. 그는 중퇴하기 전에 바드 대학교에 2년 동안 다녔다.

## 비스티 보이즈
힙합 3인조 그룹인 비스티 보이즈는 요크가 22살 때 데프잼 레코드에서 첫 번째 음반 《Licensed to Ill》을 발매했다. 그는 비스티 보이즈의 많은 뮤직비디오를 감독했는데, 종종 나다니엘 호른블레르라는 필명으로 제작되었다.
비스티 보이즈는 2010년까지 전 세계적으로 4천만 장의 음반을 팔았다. 2012년 4월, 이 그룹은 로큰롤 명예의 전당에 헌액되었다. 하지만 요크는 병으로 결석했다. 그의 밴드 동료들은 그를 추모했고, 청중들은 요크로부터 온 편지를 읽었다.

## 사생활
요크는 수행 불교도였다. 그는 티베트 독립운동의 중요한 목소리가 되었고, 티베트 독립에 헌신하고 티베트 자유 콘서트를 포함하여 그 대의를 지원하기 위해 여러 유익한 음악회를 조직한 비영리 단체인 밀라레파 펀드를 만들었다.
1995년, 하버드 대학교에서 달라이 라마의 연설에 참석하는 동안, 그는 그의 아내인 티베트계 미국인 데첸 왕두를 만났다. 그들은 1998년에 결혼했고 같은 해에 딸을 낳았다.

## 음반 목록
비스티 보이즈
- Licensed to Ill (1986년)
- Paul's Boutique (1989년)
- Check Your Head (1992년)
- Ill Communication (1994년)
- Hello Nasty (1998년)
- To the 5 Boroughs (2004년)
- The Mix-Up (2007년)
- Hot Sauce Committee Part Two (2011년)